# Singapore Sports Hub

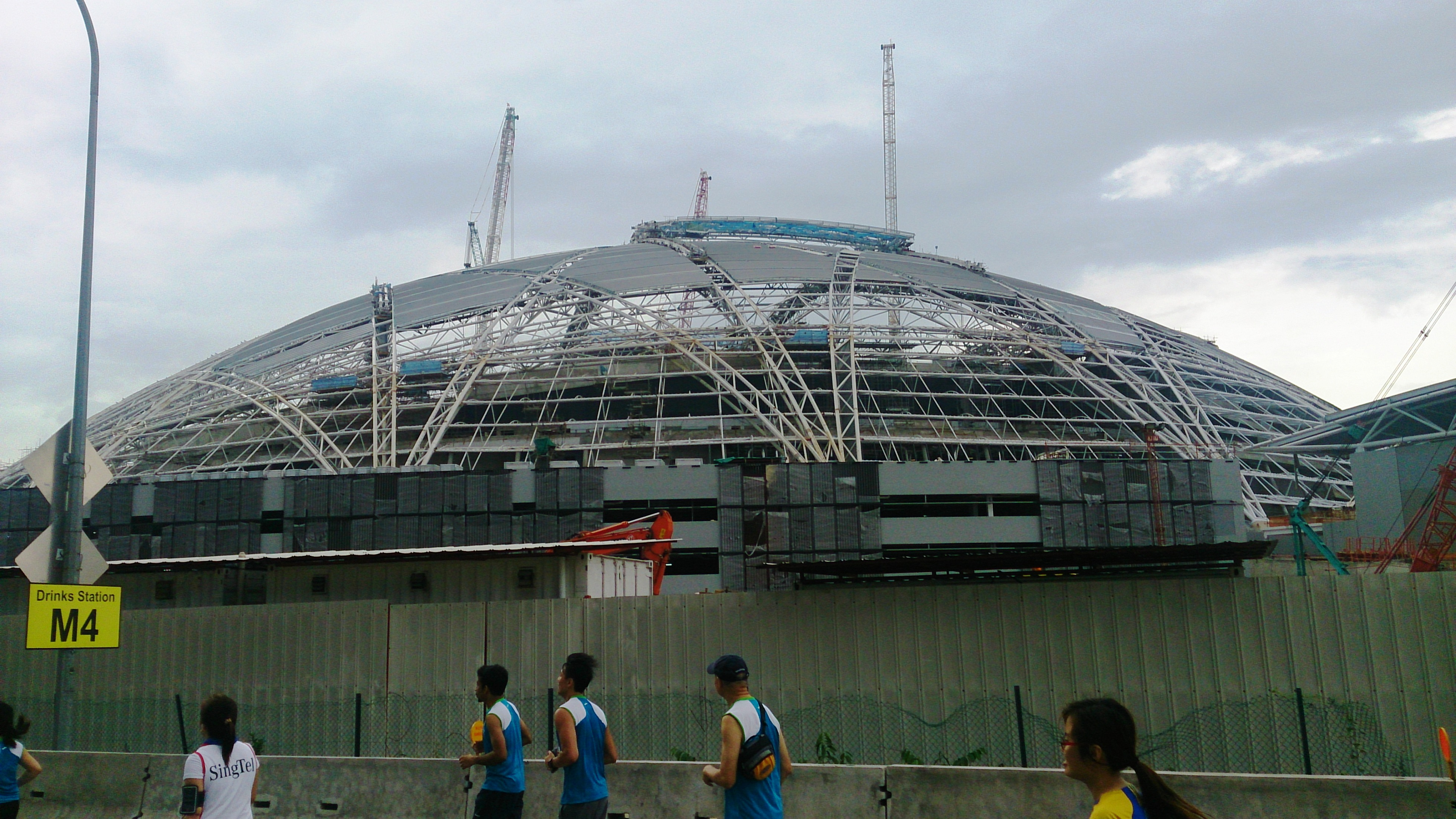
Stade national de Singapore au Singapore Sports Hub, durant sa construction

Singapore Sports Hub (en malais : Hab Sukan Singapura, en chinois : 新加坡体育城, et en tamoul : சிங்கப்பூர் விளையாட்டு மையம்) est un complexe sportif situé dans le quartier de Kallang à Singapour. Il comprend le nouveau stade national de Singapour, construit à la place du stade national de Singapour.
Il comprend le stade, mais également un centre aquatique, un centre multi-sports, un centre commercial, un centre culturel autour du thème du sport